# Corneliu Bârsănescu

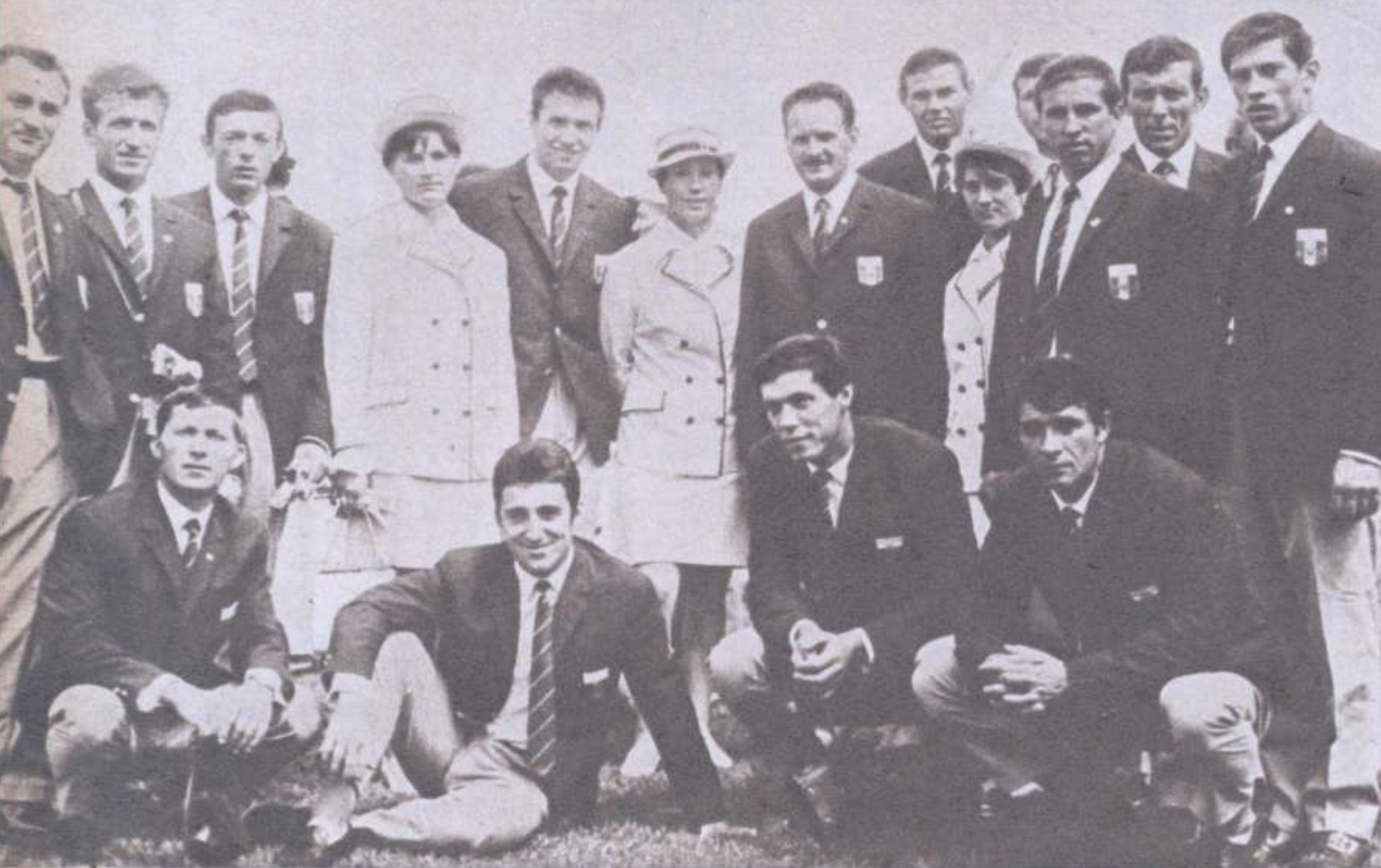
Lotul de caiac-canoe la Jocurile Olimpice din 1968, Corneliu Bârsănescu în rândul de sus, la stânga

Corneliu Bârsănescu (n. 1934, Constanța – d. 9 septembrie 2007, Constanța) a fost un antrenor român de kaiac-canoe.
Bârsănescu a pregătit numeroși campioni europeni, mondiali și olimpici.
După ce a debutat la canotaj, din 1959, s-a dedicat activității de kaiac-canoe. În perioada 1961-1964 a lucrat ca antrenor la Școala Sportivă nr. 2 din București, unde a reușit să selectioneze și să pregătească numeroși viitori campioni naționali de juniori, care, ulterior, au fost promovați în sportul de performanță. Din 1965 și până în 1989, a funcționat ca antrenor federal în cadrul forului de specialitate. Între 1962 și 1982, a făcut parte din colectivele tehnice ale loturilor reprezentative, aducându-și contribuția, alături de cei mai valoroși antrenori, la afirmarea kaiacului și canoei românești pe plan internațional, fapt atestat de cucerirea unui mare număr de medalii și titluri olimpice si mondiale. În 1980, este solicitat să participe la pregătirea lotului olimpic italian pentru Olimpiada de la Moscova. Începând din 1969, a oficiat ca arbitru internațional la CM și la J.O..
Bârsănescu a contribuit direct la elaborarea orientării metodice, a planurilor și programelor de pregătire, precum și la formarea unor noi generații de tehnicieni. A fost membru în Comisia de turism a Federației Internaționale de Canoe, intre 1972 si 1974. In 1993, a fost ales vicepreședinte al Asociatiei Europene de Canoe. Între 1990 si 1994, a funcționat ca secretar general al Federației Române de Kaiac-Canoe, iar in 1995, a fost ales președintele acestui organism. A contribuit substanțial la cucerirea celor 80 de medalii (17 de aur, 41 de argint, 22 de bronz) la edițiile din perioada 1990-2000 ale C.M. și C.E. de seniori și juniori, precum și a celor 5 medalii (aur, argint, 3 bronz) la J.O. din 1996 si 2000 de către kaiaciștii și canoiștii tricolori.

## Distincții
- Ordinul „Meritul Sportiv” clasa a II-a (18 august 1976) „pentru rezultatele deosebite obținute la Jocurile olimpice de vară de la Montreal – 1976, precum și pentru contribuția adusă la dezvoltarea activității sportive și la creșterea prestigiului sportului românesc pe plan internațional”[2]
- Ordinul Național „Pentru Merit” în grad de cavaler (2000)